# L'uomo meccanico
L'uomo meccanico (1921) este un film italian științifico-fantastic regizat de André Deed. Filmul original are aproape 80 minute. Totuși, doar 26 minute din această peliculă s-au păstrat. 
Părțile pierdute ale filmului sunt cele de la începutul filmului (cum ar fi scenele cu omul de știință) sau cele cu prezentarea distribuției, astfel încât unele personaje sunt indefinibile.
Este unul dintre primele filme științifico-fantastice produse în Italia și primul film care a arătat o bătălie între doi roboți.

## Distribuția
- Gabriel Moreau
- Valentina Frascaroli
- Fernando Vivas-May

## Vezi și
- Științifico-fantasticul în Italia